# Куп'янська волость
Куп'янська волость — історична адміністративно-територіальна одиниця Куп'янського повіту Харківської губернії із центром у повітовому місті Куп'янськ.
Станом на 1885 рік складалася з 27 поселень, 5 сільських громад. Населення — 5936 осіб (3029 чоловічої статі та 2907 — жіночої), 549 дворових господарств.
|                     | Площа, десятин | У тому числі орної, дес. |
| ------------------- | -------------- | ------------------------ |
| Сільських громад    | 7990           | 7354                     |
| Приватної власності | 5404           | 2344                     |
| Іншої власності     | —              | —                        |
| Загалом             | 13394          | 9698                     |